# First Division 1930-1931
La First Division 1930-1931 è stata la 39ª edizione della massima serie del campionato inglese di calcio, disputato tra il 30 agosto 1930 e il 2 maggio 1931 e concluso con la vittoria dell'Arsenal, al suo primo titolo.
Capocannoniere del torneo è stato Tom Waring (Aston Villa) con 49 reti.

## Stagione

### Novità
Al posto delle retrocesse Burnley e Everton sono salite dalla Second Division il Blackpool, per la prima volta nella sua storia, e il Chelsea.

### Avvenimenti
Il Manchester Utd stabilì il record europeo di dodici sconfitte consecutive dall'inizio della stagione in un campionato di massima serie, primato eguagliato e poi superato  solamente dagli italiani del Benevento quasi novant'anni dopo, nella Serie A 2017-2018.

## Squadre partecipanti
| Club              | Stagione | Città               | Stadio               | Stagione precedente                   |
| ----------------- | -------- | ------------------- | -------------------- | ------------------------------------- |
| Arsenal           | dettagli | Londra              | Arsenal Stadium      | 14º posto in First Division           |
| Aston Villa       | dettagli | Birmingham          | Villa Park           | 4º posto in First Division            |
| Birmingham City   | dettagli | Birmingham          | Ewood Park           | 11º posto in First Division           |
| Blackburn         | dettagli | Blackburn           | St Andrew's          | 6º posto in First Division            |
| Blackpool         | dettagli | Blackpool           | Bloomfield Road      | 1º posto in Second Division, promosso |
| Bolton            | dettagli | Bolton              | Burnden Park         | 15º posto in First Division           |
| Chelsea           | dettagli | Londra              | Stamford Bridge      | 2º posto in Second Division, promosso |
| Derby County      | dettagli | Derby               | Baseball Ground      | 2º posto in First Division            |
| Grimsby Town      | dettagli | Grimsby             | Blundell Park        | 18º posto in First Division           |
| Huddersfield Town | dettagli | Huddersfield        | Leeds Road           | 10º posto in First Division           |
| Leicester City    | dettagli | Leicester           | Filbert Street       | 5º posto in First Division            |
| Leeds Utd         | dettagli | Leeds               | Elland Road          | 8º posto in First Division            |
| Liverpool         | dettagli | Liverpool           | Anfield              | 12º posto in First Division           |
| Manchester City   | dettagli | Manchester          | Maine Road           | 3º posto in First Division            |
| Manchester Utd    | dettagli | Manchester          | Old Trafford         | 17º posto in First Division           |
| Middlesbrough     | dettagli | Middlesbrough       | Ayresome Park        | 16º posto in First Division           |
| Newcastle Utd     | dettagli | Newcastle upon Tyne | St James' Park       | 19º posto in First Division           |
| Portsmouth        | dettagli | Portsmouth          | Fratton Park         | 13º posto in First Division           |
| Sheffield Utd     | dettagli | Sheffield           | Bramall Lane         | 20º posto in First Division           |
| Sheffield Weds    | dettagli | Sheffield           | Hillsborough Stadium | 1º posto in First Division            |
| Sunderland        | dettagli | Sunderland          | Roker Park           | 9º posto in First Division            |
| West Ham Utd      | dettagli | Londra              | Boleyn Ground        | 7º posto in First Division            |

## Classifica finale
|  | Pos. | Squadra           | Pt | G  | V  | N  | P  | GF  | GS  | Med   |
|  | ---- | ----------------- | -- | -- | -- | -- | -- | --- | --- | ----- |
|  | 1.   | Arsenal           | 66 | 42 | 28 | 10 | 4  | 127 | 59  | 2.153 |
|  | 2.   | Aston Villa       | 59 | 42 | 25 | 9  | 8  | 128 | 78  | 1.641 |
|  | 3.   | Sheffield Weds    | 52 | 42 | 22 | 8  | 12 | 102 | 75  | 1.360 |
|  | 4.   | Portsmouth        | 49 | 42 | 18 | 13 | 11 | 84  | 67  | 1.254 |
|  | 5.   | Huddersfield Town | 48 | 42 | 18 | 12 | 12 | 81  | 65  | 1.246 |
|  | 6.   | Derby County      | 46 | 42 | 18 | 10 | 14 | 94  | 79  | 1.190 |
|  | 7.   | Middlesbrough     | 46 | 42 | 19 | 8  | 15 | 98  | 90  | 1.089 |
|  | 8.   | Manchester City   | 46 | 42 | 18 | 10 | 14 | 75  | 70  | 1.071 |
|  | 9.   | Liverpool         | 42 | 42 | 15 | 12 | 15 | 86  | 85  | 1.012 |
|  | 10.  | Blackburn         | 42 | 42 | 17 | 8  | 17 | 83  | 84  | 0.988 |
|  | 11.  | Sunderland        | 41 | 42 | 16 | 9  | 17 | 89  | 85  | 1.047 |
|  | 12.  | Chelsea           | 40 | 42 | 15 | 10 | 17 | 64  | 67  | 0.955 |
|  | 13.  | Grimsby Town      | 39 | 42 | 17 | 5  | 20 | 82  | 87  | 0.943 |
|  | 14.  | Bolton            | 39 | 42 | 15 | 9  | 18 | 68  | 81  | 0.840 |
|  | 15.  | Sheffield Utd     | 38 | 42 | 14 | 10 | 18 | 78  | 84  | 0.929 |
|  | 16.  | Leicester City    | 38 | 42 | 16 | 6  | 20 | 80  | 95  | 0.842 |
|  | 17.  | Newcastle Utd     | 36 | 42 | 15 | 6  | 21 | 78  | 87  | 0.897 |
|  | 18.  | West Ham Utd      | 36 | 42 | 14 | 8  | 20 | 79  | 94  | 0.840 |
|  | 19.  | Birmingham City   | 36 | 42 | 13 | 10 | 19 | 55  | 70  | 0.786 |
|  | 20.  | Blackpool         | 32 | 42 | 11 | 10 | 21 | 71  | 125 | 0.568 |
|  | 21.  | Leeds Utd         | 31 | 42 | 12 | 7  | 23 | 68  | 81  | 0.840 |
|  | 22.  | Manchester Utd    | 22 | 42 | 7  | 8  | 27 | 53  | 115 | 0.461 |

Legenda:
      Campione d'Inghilterra.
      Retrocessa in Second Division.
Regolamento:
Due punti a vittoria, uno a pareggio, zero a sconfitta.
A parità di punti le squadre venivano classificate secondo il quoziente reti.

## Risultati

### Tabellone
|                   | Ars  | Ast  | Bir  | Bla  | Blp  | Bol  | Che  | Der  | Gri  | Hud  | Lee  | Lei  | Liv  | MaC  | MaU  | Mid  | New  | Por  | ShU  | ShW  | Sun  | WHU  |
| ----------------- | ---- | ---- | ---- | ---- | ---- | ---- | ---- | ---- | ---- | ---- | ---- | ---- | ---- | ---- | ---- | ---- | ---- | ---- | ---- | ---- | ---- | ---- |
| Arsenal           | –––– | 5-2  | 1-1  | 3-2  | 7-1  | 5-0  | 2-1  | 6-3  | 9-1  | 0-0  | 3-1  | 4-1  | 3-1  | 3-1  | 4-1  | 5-3  | 1-2  | 1-1  | 1-1  | 2-0  | 1-3  | 1-1  |
| Aston Villa       | 5-1  | –––– | 1-1  | 5-2  | 4-1  | 3-1  | 3-3  | 4-6  | 2-0  | 6-1  | 4-3  | 4-2  | 4-2  | 4-2  | 7-0  | 8-1  | 4-3  | 2-2  | 4-0  | 2-0  | 4-2  | 6-1  |
| Birmingham City   | 2-4  | 0-4  | –––– | 4-1  | 1-1  | 0-2  | 6-2  | 1-2  | 4-1  | 2-0  | 0-1  | 2-1  | 2-0  | 3-2  | 0-0  | 1-2  | 1-1  | 2-1  | 3-1  | 2-0  | 1-0  | 0-2  |
| Blackburn         | 2-2  | 0-2  | 2-1  | –––– | 5-0  | 2-2  | 2-0  | 1-0  | 5-2  | 5-3  | 3-1  | 3-0  | 3-3  | 0-1  | 4-1  | 4-5  | 1-0  | 1-2  | 2-1  | 5-2  | 3-0  | 1-0  |
| Blackpool         | 1-4  | 2-2  | 0-1  | 1-1  | –––– | 3-3  | 2-1  | 1-0  | 3-1  | 1-1  | 3-7  | 5-4  | 1-3  | 2-2  | 5-1  | 3-2  | 0-0  | 2-2  | 2-1  | 0-4  | 3-1  | 1-3  |
| Bolton            | 1-4  | 1-1  | 2-0  | 1-1  | 1-0  | –––– | 1-1  | 1-2  | 4-2  | 1-0  | 2-0  | 4-1  | 2-0  | 1-1  | 3-1  | 3-0  | 0-3  | 3-1  | 6-2  | 2-2  | 2-2  | 4-2  |
| Chelsea           | 1-5  | 0-2  | 1-0  | 3-2  | 3-0  | 0-1  | –––– | 1-1  | 5-0  | 1-2  | 1-0  | 1-0  | 2-2  | 2-0  | 6-2  | 4-0  | 1-1  | 2-0  | 1-0  | 0-0  | 5-0  | 2-1  |
| Derby County      | 4-2  | 1-1  | 0-0  | 1-1  | 3-2  | 4-1  | 6-2  | –––– | 1-0  | 4-1  | 4-1  | 1-0  | 2-2  | 1-1  | 6-1  | 1-2  | 1-5  | 5-1  | 4-3  | 2-3  | 4-1  | 1-1  |
| Grimsby Town      | 0-1  | 1-2  | 4-1  | 2-0  | 6-2  | 4-1  | 0-1  | 5-3  | –––– | 2-1  | 2-0  | 8-2  | 0-0  | 3-5  | 2-1  | 4-1  | 2-2  | 0-3  | 2-1  | 2-3  | 2-1  | 4-0  |
| Huddersfield Town | 1-1  | 1-6  | 1-0  | 1-1  | 10-1 | 3-2  | 1-1  | 3-0  | 2-2  | –––– | 3-0  | 4-1  | 2-1  | 1-1  | 3-0  | 2-2  | 0-3  | 1-3  | 1-1  | 1-1  | 2-0  | 2-0  |
| Leeds Utd         | 1-2  | 0-2  | 3-1  | 4-2  | 2-2  | 3-1  | 2-3  | 3-1  | 0-0  | 1-2  | –––– | 1-3  | 1-2  | 4-2  | 5-0  | 7-0  | 1-0  | 2-2  | 4-0  | 2-3  | 0-3  | 3-0  |
| Leicester City    | 2-7  | 4-1  | 2-1  | 3-1  | 6-0  | 2-1  | 2-1  | 1-1  | 0-1  | 1-2  | 4-0  | –––– | 3-2  | 3-2  | 5-4  | 0-3  | 3-1  | 3-1  | 2-2  | 2-5  | 1-1  | 1-1  |
| Liverpool         | 1-1  | 1-1  | 0-0  | 2-1  | 5-2  | 7-2  | 3-1  | 0-0  | 1-1  | 1-4  | 2-0  | 3-1  | –––– | 0-2  | 1-1  | 3-1  | 4-2  | 3-1  | 6-1  | 1-2  | 2-4  | 2-0  |
| Manchester City   | 1-4  | 3-1  | 4-2  | 3-0  | 2-4  | 3-0  | 2-0  | 4-3  | 1-0  | 0-1  | 1-0  | 0-2  | 1-1  | –––– | 4-1  | 4-2  | 2-0  | 1-3  | 0-4  | 2-0  | 2-0  | 1-1  |
| Manchester Utd    | 1-2  | 3-4  | 2-0  | 0-1  | 0-0  | 1-1  | 1-0  | 2-1  | 0-2  | 0-6  | 0-0  | 0-0  | 4-1  | 1-3  | –––– | 4-4  | 4-7  | 0-1  | 1-2  | 4-1  | 1-1  | 1-0  |
| Middlesbrough     | 2-5  | 3-1  | 1-1  | 4-1  | 5-1  | 3-0  | 2-2  | 4-1  | 2-1  | 2-3  | 5-0  | 2-2  | 3-3  | 4-1  | 3-1  | –––– | 3-1  | 0-1  | 4-1  | 2-0  | 1-0  | 2-2  |
| Newcastle Utd     | 1-3  | 2-0  | 2-2  | 2-3  | 0-2  | 4-0  | 1-0  | 2-5  | 1-2  | 1-1  | 4-1  | 5-2  | 0-4  | 0-1  | 4-3  | 0-5  | –––– | 4-7  | 1-0  | 1-2  | 2-0  | 4-2  |
| Portsmouth        | 1-1  | 5-0  | 2-2  | 3-0  | 4-3  | 1-0  | 1-1  | 2-0  | 4-3  | 2-2  | 1-1  | 2-1  | 4-0  | 1-1  | 4-1  | 1-0  | 1-2  | –––– | 2-3  | 2-4  | 1-1  | 2-0  |
| Sheffield Utd     | 1-1  | 3-4  | 3-1  | 1-1  | 5-1  | 2-0  | 4-0  | 3-3  | 2-1  | 0-2  | 1-1  | 0-2  | 4-1  | 2-2  | 3-1  | 4-2  | 3-1  | 3-1  | –––– | 1-1  | 3-3  | 1-2  |
| Sheffield Weds    | 1-2  | 3-0  | 9-1  | 1-3  | 7-1  | 1-0  | 1-1  | 3-2  | 4-1  | 2-1  | 2-1  | 4-0  | 3-5  | 1-1  | 3-0  | 3-2  | 2-1  | 2-2  | 1-3  | –––– | 7-2  | 5-3  |
| Sunderland        | 1-4  | 1-1  | 1-0  | 8-2  | 2-4  | 3-1  | 2-0  | 1-3  | 3-2  | 4-2  | 4-0  | 2-5  | 6-5  | 3-3  | 1-2  | 1-1  | 5-0  | 0-0  | 2-1  | 5-1  | –––– | 6-1  |
| West Ham Utd      | 2-4  | 5-5  | 1-2  | 4-3  | 3-2  | 1-4  | 4-1  | 0-1  | 3-4  | 2-1  | 1-1  | 2-0  | 7-0  | 2-0  | 5-1  | 0-3  | 3-2  | 4-3  | 4-1  | 3-3  | 0-3  | –––– |